# Serie A2 1994-1995 (pallavolo maschile)
La Serie A2 maschile FIPAV 1994-95 fu la 18ª edizione della manifestazione organizzata dalla FIPAV.

## Regolamento
Le 16 squadre partecipanti disputarono un girone unico con partite di andata e ritorno. Le prime due classificate al termine della regular season furono promosse direttamente in Serie A1, mentre le squadre classificate dal 13º al 16º posto retrocessero in Serie B.

## Avvenimenti
Il campionato ebbe inizio il 16 ottobre e si concluse il 7 maggio con la vittoria della Com Cavi Multimedia Napoli e della Les Copains Jeans Ferrara.

## Le squadre partecipanti
Le squadre partecipanti furono 16. Con la rinuncia di Prato, Reggio Emilia e Virgilio, solo una squadra delle quattro provenienti dalla Serie A1 si iscrisse, ovvero la Sira Cucine Falconara, mentre Lamas Castellana Grotte e Walker Pen Asti erano le neopromosse dalla B. Alle rinunce di Prato, Reggio Emilia e Virgilio sopperirono i ripescaggi della LeccePen Torino, della Moka Rica Forlì e della Pallavolo Mantova.
| Squadra                    | Stagioni in Serie A2 | Allenatore        | Campo di gioco                         |
| -------------------------- | -------------------- | ----------------- | -------------------------------------- |
| Bipop Brescia              | 7                    | Andrea Anastasi   | Palasport San Filippo di Brescia       |
| Carifano Fano              | 4                    | Daniele Rovinelli | PalaAllende di Fano, PU                |
| Com Cavi Multimedia Napoli | 3                    | Radovan Malevic   | PalaArgento di Napoli                  |
| Lamas Castellana Grotte    | 1                    | Giuseppe Lorizio  | Palasport di Castellana Grotte, BA     |
| LeccePen Torino            | 1                    | Andrea Ippolito   | PalaRuffini di Torino                  |
| Les Copains Jeans Ferrara  | 12                   | Antonio Beccari   | Palasport di Ferrara                   |
| Lube Carima Macerata       | 2                    | Marco Paolini     | PalaFontescodella di Macerata          |
| Moka Rica Forlì            | 5                    | Raffaele Casadei  | PalaGalassi di Forlì                   |
| Olio Venturi Spoleto       | 4                    | Ljubomir Travica  | PalaRota di Spoleto, PG                |
| Pallavolo Mantova          | 6                    | Sergio Gelati     | PalaTe di Mantova                      |
| Pallavolo Catania          | 6                    | Ruben Vincente    | PalaSpedini di Catania                 |
| Montecchio Maggiore        | 2                    | Piero Molducci    | Palasport di Vicenza                   |
| Sira Cucine Falconara      | 5                    | Massimo Concetti  | PalaBadiali di Falconara Marittima, AN |
| TNT Traco Catania          | 2                    | Roberto Lobietti  | PalaTupparello di Acireale, CT         |
| Uliveto Livorno            | 8                    | Antonio Giacobbe  | PalaMacchia di Livorno                 |
| Walker Pen Asti            | 8                    | Fabrizio Fornari  | Palasport di Asti                      |

## Classifica
| Pos. | Squadra                    | Pt | G  | V  | P  | SV | SP |
| ---- | -------------------------- | -- | -- | -- | -- | -- | -- |
| 1.   | Les Copains Jeans Ferrara  | 54 | 30 | 27 | 3  | 84 | 23 |
| 2.   | Com Cavi Multimedia Napoli | 52 | 30 | 26 | 4  | 80 | 24 |
| 3.   | Lube Carima Macerata       | 50 | 30 | 25 | 5  | 80 | 25 |
| 4.   | Moka Rica Forlì            | 46 | 30 | 23 | 7  | 74 | 41 |
| 5.   | LeccePen Torino            | 42 | 30 | 21 | 9  | 66 | 44 |
| 6.   | Bipop Brescia              | 34 | 30 | 17 | 13 | 63 | 48 |
| 7.   | Samia Montecchio Maggiore  | 32 | 30 | 16 | 14 | 58 | 57 |
| 8.   | Lamas Castellana Grotte    | 30 | 30 | 15 | 15 | 57 | 57 |
| 9.   | Pallavolo Mantova          | 28 | 30 | 14 | 16 | 54 | 60 |
| 10.  | Sira Cucine Falconara      | 22 | 30 | 11 | 19 | 49 | 59 |
| 11.  | Uliveto Livorno            | 22 | 30 | 11 | 19 | 46 | 68 |
| 12.  | TNT Traco Catania          | 20 | 30 | 10 | 20 | 45 | 68 |
| 13.  | Carifano Fano              | 18 | 30 | 9  | 21 | 47 | 70 |
| 14.  | Olio Venturi Spoleto       | 18 | 30 | 9  | 21 | 43 | 70 |
| 15.  | Walker Pen Asti            | 12 | 30 | 6  | 24 | 32 | 77 |
| 16.  | Pallavolo Catania          | 0  | 30 | 0  | 30 | 3  | 90 |

| Promossa in Serie A1 | Retrocesse in Serie B |

## Risultati

### Tabellone
|               | Asti | Brescia | Castellana | Catania Pall. | Catania TNT | Falconara | Fano | Ferrara | Forlì | Livorno | Macerata | Mantova | Montecchio | Napoli | Spoleto | Torino |
| ------------- | ---- | ------- | ---------- | ------------- | ----------- | --------- | ---- | ------- | ----- | ------- | -------- | ------- | ---------- | ------ | ------- | ------ |
| Asti          | XXX  | 0-3     | 2-3        | 3-1           | 3-1         | 3-1       | 3-1  | 1-3     | 3-1   | 1-3     | 1-3      | 0-3     | 1-3        | 0-3    | 0-3     | 1-3    |
| Brescia       | 3-2  | XXX     | 3-1        | 3-0           | 3-0         | 3-0       | 1-3  | 0-3     | 2-3   | 2-3     | 0-3      | 3-0     | 3-1        | 1-3    | 3-0     | 3-0    |
| Castellana    | 3-0  | 3-1     | XXX        | 3-0           | 3-0         | 3-0       | 3-0  | 0-3     | 0-3   | 3-1     | 1-3      | 3-2     | 2-3        | 0-3    | 3-0     | 1-3    |
| Catania Pall. | 0-3  | 0-3     | 0-3        | XXX           | 0-3         | 0-3       | 1-3  | 0-3     | 0-3   | 1-3     | 0-3      | 0-3     | 0-3        | 0-3    | 0-3     | 0-3    |
| Catania TNT   | 3-0  | 2-3     | 2-3        | 3-0           | XXX         | 3-0       | 1-3  | 0-3     | 2-3   | 3-2     | 0-3      | 3-0     | 3-1        | 0-3    | 3-2     | 0-3    |
| Falconara     | 3-0  | 0-3     | 3-0        | 3-0           | 3-1         | XXX       | 3-0  | 2-3     | 2-3   | 3-0     | 3-0      | 2-3     | 2-3        | 0-3    | 3-0     | 3-1    |
| Fano          | 3-1  | 1-3     | 2-3        | 3-0           | 1-3         | 3-0       | XXX  | 1-3     | 1-3   | 3-1     | 0-3      | 2-3     | 1-3        | 2-3    | 3-1     | 1-3    |
| Ferrara       | 3-0  | 3-2     | 3-0        | 3-0           | 3-1         | 3-0       | 3-2  | XXX     | 3-1   | 3-0     | 3-1      | 3-0     | 3-0        | 3-0    | 3-0     | 3-0    |
| Forlì         | 3-1  | 3-1     | 3-1        | 3-0           | 3-0         | 3-2       | 3-0  | 3-1     | XXX   | 3-2     | 1-3      | 3-1     | 3-1        | 3-1    | 3-0     | 3-0    |
| Livorno       | 3-0  | 0-3     | 3-1        | 3-0           | 3-1         | 3-0       | 3-2  | 0-3     | 3-1   | XXX     | 1-3      | 2-3     | 1-3        | 0-3    | 3-2     | 0-3    |
| Macerata      | 3-0  | 3-1     | 3-1        | 3-0           | 3-0         | 3-0       | 3-0  | 1-3     | 3-0   | 3-0     | XXX      | 3-0     | 3-0        | 3-0    | 3-0     | 3-0    |
| Mantova       | 3-0  | 1-3     | 0-3        | 3-0           | 3-0         | 3-2       | 3-1  | 2-3     | 2-3   | 3-0     | 2-3      | XXX     | 3-0        | 1-3    | 3-2     | 0-3    |
| Montecchio    | 3-2  | 3-1     | 2-3        | 3-0           | 3-1         | 3-1       | 1-3  | 3-2     | 0-3   | 3-0     | 0-3      | 3-0     | XXX        | 1-3    | 3-0     | 2-3    |
| Napoli        | 3-0  | 3-0     | 3-1        | 3-0           | 3-1         | 3-1       | 3-0  | 3-0     | 3-1   | 3-0     | 3-1      | 3-0     | 3-0        | XXX    | 3-0     | 3-0    |
| Spoleto       | 3-0  | 3-0     | 3-2        | 3-0           | 2-3         | 0-3       | 3-2  | 0-3     | 0-3   | 3-2     | 2-3      | 1-3     | 1-3        | 2-3    | XXX     | 3-1    |
| Torino        | 3-1  | 1-3     | 3-1        | 3-0           | 3-2         | 3-1       | 3-0  | 0-3     | 3-0   | 3-1     | 3-2      | 3-1     | 3-1        | 3-1    | 3-1     | XXX    |